# A tűz és jég dala szereplőinek listája
George R. R. Martin A tűz és jég dala ciklus fantasyvilágának főbb szereplői több nagy dinasztiába tartoznak. A regény jelentősebb családjai az alábbiak: a Stark-ház, a Baratheon-ház, a Lannister-ház, a Targaryen-ház, a Tully-ház, az Arryn-ház, a Tyrell-ház, a Greyjoy-ház és a Martell-ház. Ezen kívül kisebb uralkodóházak is megtalálhatóak a történetben, ők jellemzően a nagyobb családok hűbéresei.
Mindegyik ház rendelkezik címerrel és jelmondattal, s a Westerosi Hét Királyság különböző területeit uralják.

## Stark-ház

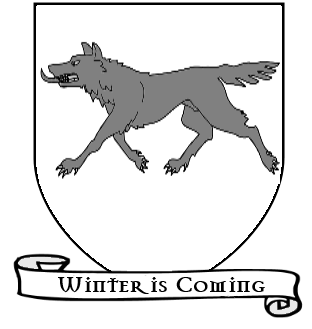
A Stark-ház címere

A Stark-ház a regény középpontjában álló család, az egyik legrégebbi múltra tekintenek vissza. A Starkok a Hősök Korában élt Építő Brandontól származnak, aki felépítette Deres várát, valamint a hatalmas Falat is. A Starkok Észak urai és királyai voltak, amíg Torrhen Stark (aki emiatt a Térdeplő Király nevet kapta) behódolt Hódító Aegon előtt. Azóta a Starkok Észak Őrzőiként és Deres Uraként irányítják a királyság északi területeit, lemondva a királyi címről.
A Deresre felesküdött jelentősebb házak: Karstark, Umber, Flint, Mormont, Hornwood, Cerwyn, Reed, Manderly, Glover, Tallhart, Bolton.
A Stark-ház címere egy rémfarkas hófehér mezőben, amely alatt a jelmondatuk olvasható: „Közeleg a tél” („Winter is Coming” ).

### Rickon Stark
A Sárkányok háza című sorozat történései alatt a Stark-ház feje, Deres Ura és Észak Őrzője. Megszemélyesítője David Hounslow.

### Eddard Stark
Eddard „Ned” Stark Deres Ura és Észak Őrzaője, egy ideig a király segítője Robert Baratheon uralkodásakor. Ned alakja elsődleges nézőpontkarakternek számít, összesen tizenöt fejezet íródott az ő szemszögéből A tűz és jég dala című könyvsorozat eddig megjelent részeiből.
Az HBO televíziós adaptációjában Sean Bean, a későbbi évadok visszaemlékezéseiben Robert Aramayo (gyermek Ned) és Sebastian Croft (fiatal Ned) alakítja a szereplőt.

### Catelyn Tully
Catelyn Stark (leánykori nevén Tully), Hoster Tully legidősebb lánya, Eddard Stark felesége, Robb, Sansa, Arya, Brandon és Rickon Stark anyja, Lysa Arryn nővére. Lady Catelyn alakja elsődleges nézőpontkarakternek számít, összesen huszonöt fejezet íródott az ő szemszögéből.
Az HBO televíziós adaptációjában Michelle Fairley alakítja a szereplőt.

### Robb Stark
Robb Stark, gyakori becenevén „Ifjú Farkas”, Eddard és Catelyn Stark legidősebb gyermeke, Deres várának és apja címeinek törvényes örököse, később Észak királya. Robb alakja a regény szempontjából nem számít nézőpontkarakternek, de megszelídített rémfarkasával, Szürke Széllel együtt gyakran említik nézőpontkarakternek számító családtagjai, köztük anyja fejezeteiben a második és a harmadik könyvekben.
Az HBO televíziós adaptációjában Richard Madden alakítja a szereplőt.

### Sansa Stark
Sansa Stark Eddard és Catelyn Stark második gyermeke és egyben legidősebb leánya. Sansa alakja elsődleges nézőpontkarakternek számít, összesen huszonnégy fejezet íródott az ő szemszögéből.
Az HBO televíziós adaptációjában Sophie Turner alakítja a szereplőt.

### Arya Stark
Arya Stark Eddard és Catelyn Stark harmadik gyermeke és egyben legfiatalabb leánya. Arya alakja elsődleges nézőpontkarakternek számít, összesen harminchárom fejezet íródott az ő szemszögéből.
Az HBO televíziós adaptációjában Maisie Williams alakítja a szereplőt.

### Bran Stark
Brandon „Bran” Stark Eddard és Catelyn Stark negyedik gyermeke és egyben második fia. Miután bátyja, Robb Észak királyának titulálja magát, ő lesz örököse, valamint Deres ura és Észak Őrzője. Miután Jaime Lannister megpróbálja megölni és a fiú lebénul, Bran álmaiban gyakran jelenik meg egy háromszemű holló. A történet előrehaladtával kialakul az a képessége, hogy irányítani tudja rémfarkasa, „Nyár” tudatát, valamint telepatikus képességekre is szert tesz. Bran elsődleges nézőpontkarakternek számít, összesen huszonegy fejezet íródott az ő szemszögéből.
Az HBO televíziós adaptációjában Isaac Hempstead-Wright alakítja a szereplőt.

### Rickon Stark
Rickon Stark Eddard és Catelyn Stark ötödik és egyben legfiatalabb gyermeke. A természetéből fakadóan agresszív, erős akaratú és erőszakos fiú a „Borzaskutya” névre hallgató rémfarkas gazdája. Amikor Theon Greyjoy elfoglalja Derest, Rickon a bátyjával, Brannel együtt a vár kriptáiban talál menedéket. Miután elmenekülnek a kifosztott várból, a testvérek útjai különválnak, Rickon a vad Oshával Északra megy. A Sárkányok tánca című regényből kiderül, hogy valószínűleg egy emberevők által lakott szigeten találtak menedéket. Egy északi nagyúr, Wyman Manderly megbízza Tengerjáró Davost a fiú felkutatásával, hogy a Stark-örökös segítségével megnyerjék Észak támogatását a Boltonokkal szemben.
Az HBO televíziós adaptációjában Art Parkinson alakítja a szereplőt.

### Havas Jon
Havas Jon (eredeti nevén Jon Snow) Eddard állítólagos törvénytelen gyermeke. Alakja elsődleges nézőpontkarakternek számít, összesen negyvenkét fejezet íródott az ő szemszögéből.
Az HBO televíziós adaptációjában Kit Harington alakítja a szereplőt.

### Benjen Stark
Benjen Stark Eddard öccse, az Éjjeli Őrség felderítője. Az első regényben tűnik fel rövid időre, majd egy Falon túli küldetés során embereivel együtt nyoma veszik.
Az HBO televíziós adaptációjában Joseph Mawle alakítja a szereplőt.

### Lyanna Stark
Lyanna Stark Eddard húga és egyben egyetlen lánytestvére. Robert Baratheon jegyese, de még házasságuk előtt elrabolja őt a trónörökös, Rhaegar Targaryen. Ennek következményeként Robert polgárháborút indít és megdönti a Targaryen-ház uralkodását. Eddard megpróbálja megmenti húgát, ám az belehal sérüléseibe, mindössze tizenhat évesen. Utolsó szavaival Lyanna megígértet valamit Neddel.
Az HBO televíziós adaptációjában Cordelia Hill (fiatal lányként) és Aisling Franciosi (felnőttként) alakítja a szereplőt.

### Egyéb, a Stark-házhoz kapcsolódó személyek

#### Roose Bolton
Roose Bolton a Bolton-ház fejeként a Stark-ház egyik legbefolyásosabb vazallusa. Székhelye Rémvárban van, zászlaja egy nyúzott embert ábrázol, mely utalás a Bolton-ház ősi hagyományára, ellenségeik elevenen történő megnyúzására.
A történet során Roose eleinte támogatja a Starkok háborúját a Nedet kivégeztető Lannisterek ellen, ám idővel – Robb Stark stratégiai és politikai hibáit látva – titokban szövetséget köt a Lannisterekkel és szerepet vállal Robb elárulásában, saját kezével végezve a fiúval. Szolgálataiért cserébe megkapja Észak Őrzőjének címét és Deres várát. Roose felesége Walder Frey leánya, „Kövér” Walda Frey. Walder annyi ezüstöt ajánl fel Roose-nak hozományként (cserébe valamelyik lánya feleségül vételéért), amennyi a Roose által feleségül vett lány súlya, ezért a Bolton nagyúr a lehető legkövérebb menyasszonyt választja.
Az HBO televíziós adaptációjában Michael McElhatton alakítja a szereplőt.

#### Ramsay Bolton
Ramsay Bolton (korábban Havas Ramsay, eredeti nevén Ramsay Snow) Roose erőszakos, kiszámíthatatlan, pszichopata és szadista törvénytelen fia.
Az HBO televíziós adaptációjában Iwan Rheon alakítja a szereplőt.

#### Hodor
Hodor (eredeti nevén Walder) együgyű lovászfiú Deresben. Gigászi magasságú és erejű, ugyanakkor mégis barátságos és jóindulatú szereplő, aki kizárólag saját nevét tudja kimondani. Deres eleste után Hodor Bran, Jojen, Meera, Rickon és Osha társaságában Északra utazik.
Az HBO televíziós adaptációjában (melyben eredeti nevét Wylis-ra változtatták) Kristian Nairn alakítja a szereplőt.

#### Osha
Osha egy vad asszony, aki a Mások elől a Faltól délre menekült. A Stark-ház fogságba ejti, majd Deresben mosogatólányként kap munkát, közben összebarátkozik Bran Starkkal. Amikor Theon Greyjoy elfoglalja Derest, Osha segít Brannak és Rickonnak elszökni a várból. Osha Rickonnal együtt Északra utazik, a Sárkányok tánca című regény szerint, egy emberevők által lakott szigetre.
Az HBO televíziós adaptációjában Natalia Tena alakítja a szereplőt.

#### Jeyne Poole
Jeyne Poole Vayon Poole-nak, Deres intézőjének a lánya, Sansa legjobb barátnője. Eddard letartóztatása után megölik a Starkok szolgálóit, Jeyne – akit Kisujj a bordélyházában rejtett el a mészárlás elől – a Sárkányok táncában tűnik fel újra. A Lannisterek arra használják fel a lányt, hogy önmagát Arya Starknak kiadva feleségül menjen Ramsay Boltonhoz, ezzel a házassággal megerősítve a Boltonok uralmát Északon. Havas Jon, aki nem tud a lány valódi kilétéről, egy titkos küldetés során Deresbe küldi Mance Raydert, hogy megmentse. Erőszakos, feleségét brutálisan bántalmazó és meggyalázó férje elől Jeyne Theon segítségével megszökik a várból és Stannis fogságába esik.
Az HBO televíziós adaptációjában a szereplő az első évadban rövid időre tűnik fel és egy statiszta alakítja. Az ötödik évadban Jeyne szerepét részben Sansa Stark veszi át, így a szereplő nem jelenik meg többet a sorozatban.

#### Jojen és Meera Reed
Jojen és Meera Reed testvérek, a Starkokhoz lojális Howland Reed gyermekei. A Királyok csatájában tűnnek fel először, amelyben a Reed-ház nevében apjuk Deresbe küldi őket, hogy újítsák meg a Starkokkal kötött egyezséget és segítsék Eddard Stark gyermekeit. Deresben Jojen felismeri, hogy Bran bőrváltó képességgel rendelkezik (vagyis képes állatokat irányítani azok elméjébe belépve) és segít neki abban, hogy ezt a képességét egyre jobban irányítani tudja. Deres Theon általi elfoglalása után Jojen és Meera közreműködik Bran szökésében és elkísérik őt Északra, hogy találkozzon a háromszemű hollóval.
Az HBO televíziós adaptációjában a szereplőket Thomas Sangster és Ellie Kendrick alakítja.

#### Jeyne Westerling
Jeyne Westerling egy Lannistereknek felesküdött ház leánya, aki a csatában megsebesült Robb Starkot ápolja, majd a szerelme lesz. Miután Robb elveszi a lány szüzességét, másnap feleségül veszi a lányt, hogy becsületén ne essen csorba, de ezzel felrúgja a Frey-házzal kötött házassági szerződését. Amikor Robb elutazik a végzetes Vörös Nászra az Ikrek nevű várba, Jeyne Folyóvidéken marad és túléli a mészárlást. A Vörös Nász után királyi kegyelmet kap és Casterly Rock foglya lesz.
Az HBO televíziós adaptációjában a szereplőt egy Talisa Maegyr nevű volantisi gyógyítóval helyettesítették. A Robb-bal kötött házasságát leszámítva teljesen más lett mind a szereplő háttértörténete, mind pedig sorsának későbbi alakulása. Talisa szerepét a sorozatban Oona Chaplin alakítja.

## Baratheon-ház

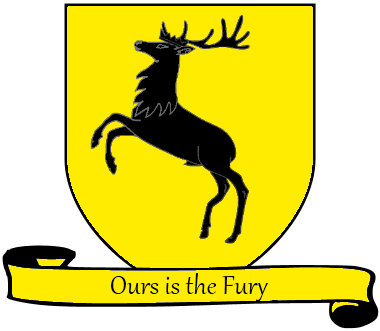
A Baratheon-ház címere, egy koronás fekete szarvas arany mezőben

A Baratheon-ház a legfiatalabb uralkodóház Westeroson, a ház alapítója Orys Baratheon volt. Robert Baratheon egy felkelés során elűzte a Targaryeneket Westerosról, ezután Robert lett Westeros királya. Ezután a Baratheon-ház három részre szakadt, Robert és családja Királyvárban éltek, testvére, Stannis Sárkánykő urává vált, Renly, a legfiatalabb testvére pedig Viharvég ura lett. Jelenleg a Baratheon-ház az uralkodó család a Hét Királyságban.
A Baratheon-ház címere egy koronás fekete szarvas arany mezőben. Jelmondatuk: „Miénk a harag!”.
A család tagjai
- Robert Baratheon király, első ezen a néven, az Andalok, a Rhoyne-iak, és az Elsők Királya, a Hét Királyság Ura, és a Birodalom Védelmezője, Westeros uralkodója
- Cersei Lannister királyné, a felesége
- Joffrey Baratheon herceg, a Vastrón örököse
- Myrcella Baratheon, a királyi pár lánya
- Tommen Baratheon, a királyi pár kisebbik fia
- Stannis Baratheon, a király idősebbik öccse, Sárkánykő ura
- Renly Baratheon, a király fiatalabb öccse, Viharvég ura

A kistanács tagjai:
- Lord Eddard Stark, a Király Segítője
- Pycelle nagymester
- Lord Petyr Baelish, becenevén Kisujj, a Pénzmester
- Lord Stannis Baratheon, a Hajómester
- Lord Renly Baratheon, a Törvénymester
- Ser Barristan Selmy, a Királyi Testőrség parancsnoka
- Varys, a Pók, a Suttogók Mestere

Csatlósai:
- Ser Ilyn Payne, Királyi ítélet-végrehajtó, hóhér
- Sandor Clegane, a Véreb, Joffrey herceg testőre
- Janos Slynt, Királyvár Városi Őrségének parancsnoka

## Lannister-ház

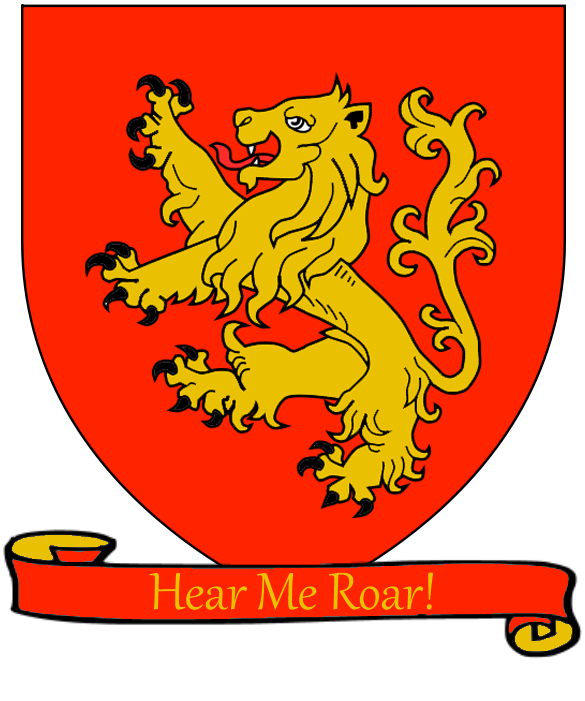
A Lannister-ház címere

A Lannister-ház andal kalandorok leszármazottaiból áll, székhelyük a Kaszter-hegy. A Lannisterek a leggazdagabbak az összes nagy ház közül, ezt a Kaszter-hegy alatt található arany- és ezüstkészleteknek köszönhető. Tywin Lannistert választotta segítőjéül II. Aerys király, később a viszonyuk megromlott, Tywin lemondott a posztról és visszavonult Kaszter-hegyre, ahonnan csak a lázadás végén tért vissza. Ekkor feldúlta Királyvárat és megölette a királyi család több tagját.
A Kaszter-hegyre felesküdött legfontosabb házak: Payne, Swyft, Marbrand, Lydden, Banefort, Lefford, Crakehall, Serrett, Broom, Clegane, Prester, Westerling.
A Lannister-ház címere egy arany oroszlán vörös mezőben. Jelmondatuk: „Halld üvöltésem!” („Hear Me Roar!”), ám van egy nem hivatalos, de legalább olyan jól ismert mottójuk is: „Egy Lannister mindig megfizeti az adósságait”.

### Tywin Lannister
Lord Tywin Lannister Kaszter Hegy Ura, Nyugat Kormányzója, Lannisport Védelmezője. Számító és könyörtelen ember, ugyanakkor tehetséges vezető. Fiatalkorában szemtanúja volt apja gyengekezű uralkodásának, melynek hatására több nemes ház fellázadt a Lannisterek ellen. Tywin személyesen vezette a Lannister seregeket és pusztította el a lázadókat családjaikkal együtt (ezt örökíti meg a Castamere-i esők című dal, mely a Lannisterek egyik jelképévé vált). A lázadás erőskezű leverése imponált az Őrült királynak, II. Aerys Targaryennek, aki a Király Segítőjévé nevezte ki a fiatal Tywint. Robert Baratheon lázadásakor Tywin semleges maradt, de a Baratheonok győzelme után árulás útján elfoglalta Királyvárat és meggyilkoltatta a Targaryen királyi családot.
Unokatestvérével, Joanna Lannisterrel kötött házasságából született három gyermeke, Cersei, Jaime és Tyrion Lannister. Legkisebb fiát, a törpenövésű Tyriont gyűlöli, mert őt okolja felesége halálért, aki belehalt a szülésbe. Fiával a rossz kapcsolatát még inkább elmérgesíti, amikor Tyrion és Tysha, egy alacsony sorból származó lány egymásba szeretnek és összeházasodnak: Tywin elhiteti Tyrionnal, hogy a lány csupán egy prostituált, akit Jaime bérelt fel szánalomból, ezután érvényteleníti Tyrion házasságát és az egész helyőrséggel megerőszakoltatja a lányt.
Tywin az unokája, Joffrey Baratheon király segítője lesz és aktív szerepet vállal a Vörös Nász megszervezésében. Joffrey megmérgezése után Tyriont vádolják meg a gyilkossággal, akit halálra ítélnek. Tyrion azonban megszökik börtönéből: amikor megtudja, hogy annak idején Tysha valójában nem prostituált volt, hanem tényleg szerette őt és csupán Tywin ármánykodása miatt alakultak tragikusan az események, egy számszeríjjal végez apjával.
Az HBO televíziós adaptációjában Charles Dance alakítja a szereplőt.

### Cersei Lannister
Cersei Lannister Lord Tywin Lannister legidősebb gyermeke és egyben egyetlen leánya, Jaime Lannister ikertestvére és szeretője, Tyrion Lannister nővére. Robert Baratheonnal kötött házassága révén a Hét Királyság királynéja, majd régens királynéja. Az ikertestvérével történő vérfertőző kapcsolatból született gyermekei Joffrey, Myrcella és Tommen Baratheon. Cersei alakja elsődleges nézőpontkarakternek számít, összesen tizenkét fejezet íródott az ő szemszögéből.
Az HBO televíziós adaptációjában Lena Headey alakítja a szereplőt.

### Jaime Lannister
Jaime Lannister (gúnynevén a Királyölő) Lord Tywin Lannister legidősebb fiúgyermeke és örököse, Cersei Lannister ikertestvére és szeretője, Tyrion Lannister bátyja. Királyi testőrként ő ölte meg II. Aerys Targaryent, innen ered gúnyneve. Az ikertestvérével való vérfertőző kapcsolata révén ő Joffrey, Myrcella és Tommen Baratheon vér szerinti apja. Alakja elsődleges nézőpontkarakternek számít, összesen tizenhét fejezet íródott az ő szemszögéből.
Az HBO televíziós adaptációjában Nikolaj Coster-Waldau alakítja a szereplőt.

### Tyrion Lannister
Tyrion Lannister (gúnynevén az Ördögfióka vagy Félember) Lord Tywin Lannister legkisebb gyermeke, Cersei és Jaime öccse. Születésébe anyja, Joanna Lannister belehalt, kiváltva ezzel apja és nővére ellenszenvét, így már gyermekkorától kezdve rossz volt a kapcsolata velük. Törpe alkata és kicsapongó viselkedései miatt aggatták rá gúnynevét. Tyrion alakja elsődleges nézőpontkarakternek számít, összesen negyvenhét fejezet íródott az ő szemszögéből.
Az HBO televíziós adaptációjában Peter Dinklage alakítja a szereplőt.

### Joffrey Baratheon

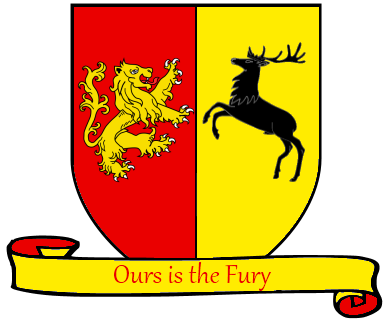
Joffrey Baratheon személyes címere, a Lannister és Baratheon-ház címereinek egyesítésével

Joffrey Baratheon Cersei Lannister legidősebb gyermeke, a Hét Királyság örököse, majd királya. Ugyan Baratheon a neve, ám valójában Cersei és Jaime Lannister vérfertőző kapcsolatából született, melynek ő nincs tudatában. Erős akaratú, rosszindulatú és szadista hajlamokkal rendelkező fiú apja halála után hatalomra kerül és kivégezteti Eddard Starkot, ezzel hozzájárulva a háború kirobbanásához. Sansa Stark, majd Margaery Tyrell férje lesz, második esküvőjén azonban Margaery nagyanyja, Olenna Tyrell Petyr Baelish segítségével megszervezi a fiú megmérgezését, hogy unokáját megvédje tőle.
Az HBO televíziós adaptációjában Jack Gleeson alakítja a szereplőt.

### Myrcella Baratheon
Myrcella Baratheon Cersei Lannister második gyermeke és egyetlen leánya. Bátyjához hasonlóan ő is anyja és Jaime vérfertőző kapcsolatából született. Kedves, szép és udvarias lányként jellemzik a könyvekben, aki örökölte anyja szépségét, de annak kegyetlen természetét már nem. Myrcella a második könyvben, a Királyok csatájában Dorne-ba utazik, miután jegyességbe kerül a Martell-ház örökösével, Trystane Martell herceggel. Joffrey halála után Arianne Martell hercegnő összeesküvést szervez Myrcella elrablására és királynőként a Vastrónra juttatására. A terv balul sül el és közben Myrcella is csúnyán megsebesül.
Az HBO televíziós adaptációjában az első és második évadban Aimee Richardson, az ötödik évadban Nell Tiger Free alakítja a szereplőt.

### Tommen Baratheon
Tommen Baratheon Cersei Lannister legkisebb gyermeke, Joffrey és Myrcella Baratheon öccse. Testvéreihez hasonlóan ő is anyja és Jaime vérfertőző kapcsolatából született, melynek azonban nincs tudatában. Nővéréhez hasonlóan ő sem örökölte anyjuk kegyetlenségét, Tommen jószívű, tisztelettudó és szelíd természetű fiú. Bátyja halála után ő lesz Margaery férje és a Hét Királyság királya, ám valójában csak anyja bábja, aki saját céljai eléréséhez manipulálja a naiv fiút.
Az HBO televíziós adaptációjában az első és második évadban Callum Wharry, a harmadik évadtól Dean-Charles Chapman alakítja a szereplőt.

### Kevan Lannister
Ser Kevan Lannister Lord Tywin Lannister öccse és legmegbízhatóbb kapitánya. Ismert a megbízhatóságáról és a hűségéről. Bátyja, Tywin halála után miniszteri posztot ajánlanak neki, de ő ezt visszautasítja, mert nem hajlandó szolgálni a régens királynét, Cersei Lannistert. Miután Cersei-t bebörtönzik, a kistanács kinevezi őt a király segítőjének, Tommen király mellé. Mivel a birodalmat stabilizáló intézkedései sértik Aegon Targaryen trónra való visszatérésével kapcsolatos terveit, Varys meggyilkolja Kevant.
Az HBO televíziós adaptációjában Ian Gelder alakítja a szereplőt.

### Lancel Lannister
Lancel Lannister Ser Kevan Lannister legidősebb gyermeke, Robert Baratheon király volt fegyverhordozója. Segít unokatestvérének, Cerseinek megölni Robert királyt, később Cersei szeretőjévé válik (amit annak öccse, Tyrion megtud, így megzsarolja Lancelt, hogy kémkedjen neki a régenskirálynéról). Az események előrehaladtával Lancel lemond címeiről és beáll a Hit nevű fegyveres szektába.
Az HBO televíziós adaptációjában Eugene Simon alakítja a szereplőt.

### Egyéb, a Lannister-házhoz kapcsolódó személyek

#### Gregor Clegane
Ser Gregor Clegane becenevén „A (Lovagló) Hegy”, Sandor Clegane bátyja és a Lannister-ház csatlósa. 
Hatalmas termete, gigászi ereje és brutalitása miatt hírhedt lovagnak számít a Hét Királyságban. Gyerekként öccse, Sandor fejét belenyomta egy parázstartóba (pusztán egy kölcsönvett játék miatt), amivel durván elcsúfította annak arcát. A Lannister-ház szolgálatában számos háborús bűnt elkövetett, a legismertebb a Targaryen/Martell királyi család több tagjának megerőszakolása, illetve meggyilkolása. Az első könyvben Tywin a Folyóvidékre küldi őt, megtorlásként azért, amiért Catelyn Stark fogságba ejtette Tyriont. Clegane embereivel együtt a második kötetben is még itt tartózkodik, feldúlva és kifosztva a területet. Amikor Joffrey halála után Tyrion párbaj általi ítéletet követel, Cersei bajnokának választja és Királyvárba hívja a rettegett lovagot. Tyrion bajnoka Oberyn Martell lesz, aki a harc közben vallomásra akarja bírni Gregort, miszerint ő ölte meg Oberyn testvérét, Eliát és gyermekeit, Tywin parancsára. Terve végzetesre sikeredik, mert Clegane összezúzza a Dorne-i harcos koponyáját. Eközben Clegane bevallja a gyilkosságokat és Oberyn mérgezett lándzsájától sebeket kapva a párbaj után lassú kínhalált hal. Clegane testét Qyburn kapja meg, aki kísérleteket végez vele, koponyáját pedig Dorne-ba küldik békeajánlatként Oberyn bátyjának, Doran Martellnek. Cersei a meztelen szégyensétája után új testőrt kap, a hatalmas termetű, némasági fogadalmat tett Ser Erős Robert személyében (aki a sorozat szerint valójában a Qyburn által élőhalottá tett Clegane).
Az HBO televíziós adaptációjában az első évadban Conan Stevens, a másodikban Ian Whyte, a negyedik évadtól pedig Hafþór Júlíus Björnsson alakítja a szereplőt (Björnsson Clegane élőhalott alteregóját is megformálja).

#### Sandor Clegane
Sandor Clegane becenevén A Véreb, Gregor Clegane öccse, bátyjához hasonlóan a Lannister-ház csatlósa. 
Sandor hatalmas termetű, harcedzett férfi, akit Westeros egyik legrettegettebb fegyverforgatójaként tartanak számon. Könnyen felismerhető az arca egyik oldalát teljesen eltorzító égési sebhelyekről, melyeket gyerekként szerzett bátyja kezei által. Az incidens óta Sandor gyűlöli bátyját és retteg a tűztől. A trónörökös, Joffrey Baratheon személyi testőreként a Deresből Királyvárba vezető úton a Véreb kivívja Arya Stark ellenszenvét, mivel királyi parancsra végez a lány barátjával, egy Mycah nevű hentesfiúval. Az első könyv végén Joffrey lovaggá ütteti Clegane-t (bár ő megveti a lovagokat), aki igyekszik megvédeni Sansát annak kegyetlenkedő és szadista jegyesétől. A feketevízi csata során használt futótűz menekülésre készteti Clegane-t, hátrahagyva Királyvárat. A Kardok viharában a Lobogó Nélküli Testvériség fogságba ejti a Vérebet, de az a párbaj általi ítéletben megöli ellenfelét, Beric Dondarriont. Távozása után elrabolja Aryát, hogy váltságdíjat kérjen érte cserébe a Starkoktól. Tervét keresztülhúzza a Vörös Nász, ezután a Véreb és Arya tovább utaznak, amíg egy fogadóban bele nem botlanak Gregor Clegane embereibe. Véreb megöli Pollivert és a Csiklandozót, de harc közben súlyos lábsérülést szerez. A harmadik könyv végén Arya a sorsára hagyja a Vérebet, aki sérülten hever a Trident folyó partján. Sandor Clegane sorsa ezután a pont után bizonytalan, bár a történetben feltűnik egy néma sírásó, aki kísértetiesen hasonlít rá.
Az HBO televíziós adaptációjában Rory McCann alakítja a szereplőt.

#### Bronn
Bronn alacsony sorból származó, képzett zsoldos, aki cinikus humorral és gyakorlatias, erkölcsök nélküli életfelfogással rendelkezik. 
Segít Catelynnek a Sasfészekbe vinnie Tyriont, ahol egy párbaj általi ítélet vár a Lannisterre. Bajnokként Bronn felajánlja szolgálatait az Ördögfiókának, akivel korábban összebarátkozott, a párbaj megnyerésével pedig megmenti az életét. Ezt követően Tyrion testőre lesz és követi őt Királyvárba is. A feketevízi csatában tanúsított szolgálataiért lovagi címet kap. Tyrion – miután Joffrey megölésének vádjával börtönbe vetik és párbaj általi ítéletet követel – felkéri őt bajnokának Gregor Clegane ellen, de a számító Bronn nem vállalja el a feladatot. Cersei megszervezi Bronn házasságát egy Stokeworth-házból származó menyasszonnyal, akinek fattyú gyermekét egykori megbízója tiszteletére Tyrionnak nevezi el. Bár Cersei megpróbálja megöletni a szerinte Tyrion oldalán álló Bronnt annak sógorával, Bronn megnyeri a küzdelmet. A Stokeworth-ház több tagjának rejtélyes halála után Bronn önmagát a ház urának kiáltja ki.
Az HBO televíziós adaptációjában Jerome Flynn alakítja a szereplőt.

#### Podrick Payne
Podrick „Pod” Payne Tyrion Lannister félénk, de ugyanakkor lojális és rátermett apródja, a Királyok csatájában megmenti ura életét egy merénylettől. Tyrion eltűnése után Tarthi Brienne kíséretéül és hűséges apródjául szegődik, Sansa Stark megkereséséhez. A fiú Brienne-nel együtt a Lobogó Nélküli Testvériség és Kőszív úrnő fogságába esik, akik mindkettejüket kötél általi halálra ítélik a Lannisterek szolgálása miatt, további sorsa ezidáig ismeretlen.
Az HBO televíziós adaptációjában Daniel Portman alakítja a szereplőt.

## Targaryen-ház
A Targaryen-ház egy valyriai eredetű nemesi család, mely Sárkánykő szigetén élt. I. Aegon, a Sárkánykirály három sárkánnyal és egy kisebb sereggel együtt meghódította Westeros kontinensének hat királyságát (a hetedik, Dorne egy évszázadon át nem hódolt be, I. Daeron ("Jó Daeron") politikai házassággal szerezte meg), melyet követően a Targaryen-ház csaknem 300 évig uralkodott Westeros Hét Királyságán. Bár a dinasztia tagjainak  körében gyakran akadt vérfertőző házasság, külsejüket tekintve hagyományosan ezüstös aranyszínű vagy platinaszőke hajuk és lila szemszínük volt.  A könyvsorozat cselekménye előtt tizenöt évvel Robert Baratheon lázadása véget vetett a dinasztia uralmának, a két életben maradt Targaryen, Daenerys Targaryen és Viserys Essosba menekült.
A Targaryen-ház címere egy Háromfejű Vörös Sárkány fekete mezőben, jelmondatuk: „Tűz és vér” („Fire and Blood”).

### Daenerys Targaryen
Daenerys Targaryen, teljes nevén Viharbanszületett Daenerys Targaryen, első ezen a néven, az Elsők, az Andolok és a Rhoyniak királynője és a birodalom védelmezője, sárkányok anyja, a láncok leverője, Mereen királynője, a Nagy Fűtenger Khaleesi-je. II. Aerys Targaryen „az Őrült király” leánya, az egyik utolsó életben maradt Targaryen. A könyvsorozatban harmincegy fejezeten át nézőpontkarakter.
A HBO televíziós adaptációjában Emilia Clarke alakítja a szereplőt.

### Viserys Targaryen
Viserys Targaryen II. Aerys Targaryen másodszülött fia. Robert lázadása során húgával elmenekült Westerosból. Az arrogáns, kegyetlen és ambiciózus Viserys trónkövetelő tervei érdekében megszervezi húga, Daenerys házasságát a dothraki Khal Drogóval, de frusztrálja, hogy helyette húga kerül trónkövetelőként egyre közelebb a Vastrónhoz. Amikor konfrontálódik Drogóval és megfenyegeti Daenerys és Drogo még meg nem született gyermeke megölésével, Drogo „aranykoronaként” olvadt aranyat önt a fejére, ezzel megölve őt. Daenerys az egyik sárkányát bátyja emlékére Viserionnak nevezi el.
A HBO televíziós adaptációjában Harry Lloyd alakítja a szereplőt.

### Rhaegar Targaryen
Rhaegar Targaryen II. Aerys legidősebb fia volt. Évekkel a könyvsorozat cselekménye előtt Rhaegar volt a trónörökös, aki feleségül vette Elia Martellt, és két gyermeket nemzett neki, egy lányt, Rhaenyst és egy fiút, Aegont. Egy lovagi torna megnyerése után Rhaegar a felesége helyett Lyanna Starkot koronázta meg a szépség és szerelem királynőjének, utána pedig együtt eltűntek. Robert Baratheon, Lyanna jegyese azzal a (vélt) indokkal, hogy Rhaegar elrabolta és megbecstelenítette a lányt, lázadást robbantott ki, mely elsöpörte a Targaryen-házat.  Daenerys fia, Rhaego, illetve egyik sárkánya, Rhaegal az ő tiszteletére kapta a nevét.
Az HBO televíziós adaptációjában Wilf Scolding alakítja a szereplőt.

### V. Aegon Targaryen
V. Aegon Targaryen, ismertebb nevén Egg, a Dunk és Egg történetek ifjú kísérője volt, később pedig a Vastrón királya. Uralkodása idején még mindig érződött a Méltatlan Aegon (IV. Aegon Targaryen) hagyatéka, aki életében számos törvénytelen gyermeket nemzett és halálos ágyán elismerte őket. Közéjük tartozott többek között Daemon Blackfyre, a későbbi lázadások névadója, valamint Brynden Rivers, az albínó külsejű, félszemű udvari tanácsos, akit a nyakán lévő vörös anyajegy miatt „Vérhollónak” neveztek.
Brynden Rivers hosszú éveken át a király Segítőjeként szolgált, és kulcsszerepet játszott a Blackfyre-lázadások leverésében. A legnagyobb botrány Aenys Blackfyre esete volt: a trónörökös amnesztiát kapott, ígéretet tettek számára, hogy biztonságban térhet vissza Westerosba. Amikor azonban Királyvárba érkezett, az aranyköpenyesek azonnal elfogták, majd a Vörös Toronyban Brynden parancsára lefejezték. A tett hatalmas felháborodást váltott ki, mert megszegte a királyi szavát, és sokak szerint csorbát ejtett a birodalom becsületén.
V. Aegon végül döntés elé állította Vérhollót: választhat a halál vagy a „fekete” között. Brynden Rivers az utóbbit fogadta el, és az Éjjeli Őrséghez csatlakozott, ahol rövidesen a Testvériség lordparancsnoka lett. Később északra indult a Falon túl, és eltűnt – a legendák szerint ő lett a misztikus Háromszemű Holló.

### II. Aerys Targaryen
Aerys Targaryen, más néven Az Őrült Király volt az utolsó Targaryen-uralkodó a Hét Királyságban. Az ígéretes uralkodó később megőrült, innen ragadt rá a beceneve. Feleségül vette lánytestvérét, Rhaellát és kilenc gyermekük született, de csak hárman érték meg a felnőttkort: Rhaegar, Viserys és Daenerys. Miután Rhaegar és Lyanna eltűnt, Aerys kivégeztette az őt fia tetteiért kérdőre vonó két Starkot (Ned Stark apját és bátyját), kirobbantva ezzel Robert lázadását. Amikor az őrült Aerys Királyvár felégetését tervezte, hogy az ne juthasson Robert kezére, saját Király Őrségének egyik tagja, a később emiatt „Királyölőnek” gúnyolt Jaime Lannister meggyilkolta őt.
A HBO televíziós adaptációjában David Rintoul alakítja a szereplőt.

### VI. Aegon Targaryen
VI. Aegon Targaryen (Ifjú Griff) Rhaegar Targaryen és Elia Martell egyetlen fia. A könyvsorozat eseményei előtt tizenöt évvel a csecsemő Aegont halottnak hitték, miután Gregor Clegane az anyjával és lánytestvérével is végzett. A Sárkányok táncában Varys azt állítja, annak idején kicserélte Aegont egy másik csecsemőre és kicsempészte Királyvárból. Ugyanebben a könyvben az immár felnőtt Aegon seregeivel számos kastélyt elfoglal Westerosban, és a Baratheonok székhelyének számító Viharvég ostromát tervezi.
Az HBO televíziós adaptációjában nem tűnik fel a szereplő.

### I. Viserys Targaryen
Hét Királyság ötödik királya. A "melegszívű, kedves és tisztességes emberként" ismert Viserys-t a nagyurak tanácsa választotta meg, hogy nagyapja, I. Jaehaerys Targaryen utódja legyen. A Hódító sárkányának, Balerionnak a lovasa volt annak halála előtt. Felesége Aemma Aaryn, akitől egy lánya született, Rhaenyra Targaryen, akit az utódjának nevezett ki. Második feleségétől (Alicent Hightower) három fia született, ami a Sárkányok táncaként emlegetett Targaryen belháborúhoz vezetett. Viserys a Sárkányok háza első évadában tűnik fel.
Az HBO televíziós adaptációjában Paddy Considine alakítja a szereplőt.

### Rhaenyra Targaryen
Rhaenyra Targaryen hercegnő I. Viserys Targaryen király és Aemma Arryn lánya. A "Birodalom Örömének" nevezik. Syrax sárkánylovasa. Első férje Laenor Velaryon, második Daemon Targaryen. 
Az HBO televíziós adaptációjában Emma D’Arcy alakítja a szereplőt.

### Daemon Targaryen
Viserys király öccse, Jaehaerys király unokája. Emellett a birodalom legjobb harcosaként ismerik és tapasztalt sárkánylovas, Caraxes hátasa. Kardja a valyriai acélból készült Sötét Nővér. Első felesége Rhea Royce, második Laena Velaryon és a harmadik Rhaenyra Targaryen. Bátyja uralkodása alatt volt a Városi Őrség parancsnoka, Pénzmester és Sárkánykő hercege.
Az HBO televíziós adaptációjában Matt Smith alakítja a szereplőt.

### A Targaryen-ház további tagjai a Sárkányok tánca történései alatt
- Rhaenys Targaryen (I. Viserys unokanővére, a "Sosemvolt-királynő")
- Baelon Targaryen (I. Viserys első fiúgyermke, születése másnapján meghalt)
- II. Aegon Targaryen (I. Viserys és Alicent legnagyobb fiúgyermeke)
- Helaena Targaryen (I. Viserys és Alicent második gyermeke)
- Aemond Targaryen (I. Viserys és Alicent harmadik gyermeke, gyerekkorában fél szemére megvakult)
- Rhaena Targaryen (Daemon és Laena gyermeke)
- Baela Targaryen (Daemon és Laena gyermeke)
- III. Aegon Targaryen (Rhaenyra és Daemon első gyermeke)
- II. Viserys Targaryen (Rhaenyra és Daemon második gyermeke)

### Egyéb, a Targaryen-házhoz kapcsolódó személyek

#### Jon Connington
Jon Connington a Hódítás utáni 260-adik évben született. A viharföldeki Connington-ház feje, rövid ideig II. Aerys Segítője lett Robert lázadása alatt. Miután elvesztette a Harangok Csatáját, Aerys száműzte. Westeroson úgy hitték, hogy halálra itta magát, valójában azonban VI. Aegon nevelésében segédkezett Illyrio Mopatisnek. Amikor Aegonnal visszatértek Westerosra, a Segítője lett. 

#### Jorah Mormont
Ser Jorah Mormont az andal, Jeor Mormont elsőszülött fia. Évekkel ezelőtt száműzték mert királyvárban rabszolgát adott el, de később Robert király uralkodása alatt visszafogadták cserébe persze kémkednie kellett Daenerys Targaryen után. Miután visszavonták a vádakat ő nem tért vissza Westerosra, hanem inkább Daenerys mellett maradt mert megkedvelte és beleszeretett. Ser Barristan Selmy a királyi testőrség volt parancsnoka buktatta le és árulta el Daenerys előtt, és ennek következménye képpen az Ezüst királynő száműzte őt akkori tartózkodása helyéről. Jorah ez után egy ideig nem tért vissza majd amikor összetalálkozott az éppen Daenerys-hez tartó Varyssal és Tyrionnal, Tyriont elrabolta és az ősi Valyrián keresztül (ahol sikeresen megfertőzték a kőemberek) tovább mentek, majd ez után elfogták őket és eladták rabszolga harcosnak őket (igen Tyriont is) és egy küzdőveremben találkoztak a királynővel, de Jorah-t innét is elküldte a királynő mert retteneteset csalódott hű barátjában. Ekkor Jorah és Tyrion útjai elváltak, mert Jorahnak el kellett mennie. De később egy nagyobb küzdőveremben ismét találkoztak, ahol megmentette a Sárkánykirálynő életét egy Hárpia Fiától és így bebizonyította azt, hogy tényleg a királynő mellett áll. A királynő elmenekült a merényletnél egyik sárkányán és valahol Vaes Dothrak környékén szálltak le sárkányával, ahol egy horda dothraki elfogta. Daario Naharis és Jorah utána mentek, hogy kiszabadítsák. A sikeres mentőakció végén Daenerys meg akarta ölelni Jorah-t és ott kiderült a betegsége, ezért a királynő elküldte őt, hogy találjon rá gyógymódot.

#### Missandei
Missandei a Naath-szigeteken született ahol egészen kiskorában elrabolták, hogy elvigyék őt rabszolgának. Tolmácsnak tanították majd eladták őt Astapor-ban a Makulátlanok kiképzőjének. Daenerys Targaryen szabadította föl amikor Astaporba ment, hogy hadsereget vegyen. Szürke féreg, a Makulátlanok parancsnoka a kedvese.

#### Daario Naharis
A Második Fiak parancsnoka (mivel a másik kettőt megölte), Daenerys Targaryen szeretője és egyike tanácsadóinak. Ő volt Daenerys bajnoka mikor Yunkai ellen vonultak.

#### Szürke Féreg
Egyike Daenerys Targaryen tanácsadóinak egyike, a Makulátlanok (megválasztott) parancsnoka, Daenerys hadvezére, Nád-szigeteki Missandei kedvese.

## Tully-ház

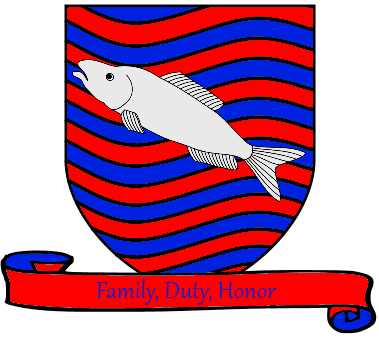
A Tully-ház címere

A Tullyk otthona Zúgó, a Vörös-ág és a Sziklazúzó találkozásánál elterülő folyóvidék. A Tully-ház címere a hullámos kék-vörös háttér előtt ezüst pisztráng, jelmondatuk: „Család, kötelesség, becsület”.
A család tagjai
- Hoster Tully, Zúgó Ura
- Lady Minisa, felesége a Whent-házból
- Catelyn, az idősebb lány, Lord Eddard Stark felesége
- Lysa, a fiatalabb lány, Lord Jon Arryn felesége
- Ser Edmure, Zúgó örököse
- Ser Brynden, fivére, becenevén a Fekete Hal

## Arryn-ház

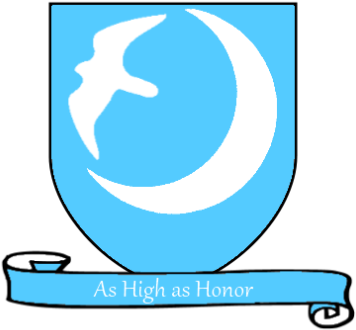
Az Arryn-ház címere

Az Arryn-ház tagjainak otthona Sasfészek, az alatta elterülő Völgyben uralkodtak évezredeken keresztül. Sasfészket a Hold-hegység veszi körül. Az Arryn-ház címere az égszínkék háttérben fehér sólyom és hold. Jelmondatuk: „Hatalmas, mint a becsület”.
A család tagjai
- Jon Arryn, Sasfészek Ura, a Völgy Védelmezője, Kelet Őrzője, a Király Segítője
- Lady Jeyne, a Royce-házból, első felesége
- Lady Rowena, az Arryn-házból, második felesége
- Lady Lysa, a Tully-házból, harmadik felesége
- Robin Arryn, fia, a Sasfészek Ura és a Völgy Védelmezője

Háza népe:
- Ser Hugh, Jon Arryn fegyverhordozója

## Tyrell-ház

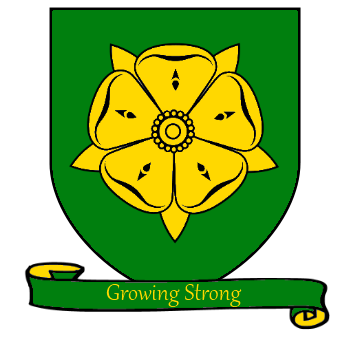
A Tyrell-ház címere

A Tyrellek rendelkeznek a legnagyobb haderővel Westeros hét uralkodóháza közül: 29 nagyobb és 39 kisebb hűbéres ház esküdött fel rájuk. A ház székhelye a Mander folyó partjánál fekvő Égikert.
A Tyrell-ház címere fűzöld mezőben arany rózsa, jelmondatuk: „Growing Strong” („Erőssé növünk”).

### Mace Tyrell
Mace Tyrell Égikert Ura, Dél Kormányzója, a Határvidék Védelmezője, a Folyóvidék Főbírája. Három fia (Willas, Garlan, Loras) és egy leánya (Margaery) van. Korán öregedő és unalmas férfiként írják le a könyvekben, akiből hiányzik a politikai érzék. Valójában anyja, Olenna Redwyne birtokolja a hatalmat a Tyrell-házban. A Királyok csatájában Mace támogatja Margaery és Renly Baratheon házasságát, Renly halála után lánya kezét felajánlja Joffrey Baratheonnak. Miután Tywinnal közös seregei legyőzik Stannist, Mace helyet kap a Királyi tanácsban. Cersei bukása után Kevan Lannister, a Hét Királyság régense a Király Segítőjének nevezi ki Mance-t, hogy megerősítse a két ház szövetségét.
Az HBO televíziós adaptációjában Roger Ashton-Griffiths alakítja a szereplőt.

### Loras Tyrell
Ser Loras Tyrell, becenevén a Viráglovag, Mace Tyrell harmadik fia, a lovagi tornák magasan képzett harcosa. A nép, különösen a fiatal lányok körében nagy népszerűségnek örvend. Renly Baratheon (akinek a filmsorozatban a szeretője és a könyvekben is valószínűleg az) trónkövetelése után Loras támogatja őt és Renly személyes testőre lesz. Amikor testvére, Margaery feleségül megy Joffreyhoz, Loras a Király Testőrség tagjává válik. A Varjak lakomájában önként jelentkezik Sárkánykő ostromának vezetésére és sikerül is elfoglalnia a várat, de eközben életveszélyesen megsebesül. További sorsa ezidáig ismeretlen.
Az HBO televíziós adaptációjában Finn Jones alakítja a szereplőt, akit a sorozatban a három Tyrell-fiúból „gyúrtak össze”.

### Margaery Tyrell
Margaery Tyrell Mace Tyrell legfiatalabb gyermeke és egyetlen leánya. Intelligens és fondorlatos fiatal nő, aki tizenhat éves kora ellenére szakértője a politikai intrikáknak.
Az HBO televíziós adaptációjában Natalie Dormer alakítja.

### Olenna Tyrell
Olenna Tyrell (leánykori nevén Redwyne), vagyis a Töviskirálynő Mace Tyrell anyja. A könyvekben töpörödött és ravasz matrónaként írják le, akit éles ésszel és még élesebb nyelvvel áldott meg a sors. A Kardok viharában azt tervezi, hogy Sansát Égikertbe viszi és hozzáadja unokájához, Willashoz. Tervét a Lannisterek meghiúsítják, akik a lányt Tyrionhoz kényszerítik hozzá feleségül, Margaeryt pedig Joffreyval házasítják össze. Később Kisujj által fény derül arra, hogy valójában Olenna szervezte meg Joffrey megmérgezését az esküvő napján, hogy unokáját, Margaeryt megvédje a király kegyetlenkedéseitől.
Az HBO televíziós adaptációjában Diana Rigg alakítja a szereplőt.

### Egyéb, a Tyrell-házhoz kapcsolódó személyek

#### Randyll Tarly
Randyll Tarly a Tarly-ház feje, a Tyrellek zászlóhordozója, Samwell Tarly apja, Westeros egyik legkiválóbb háborús stratégája. Margaery Tyrell bebörtönzésének hírére seregeivel Királyvárba vonul, ahol Kevan főbírói feladatokat bíz rá.
Az HBO televíziós adaptációjában James Faulkner alakítja a szereplőt.

## Greyjoy-ház

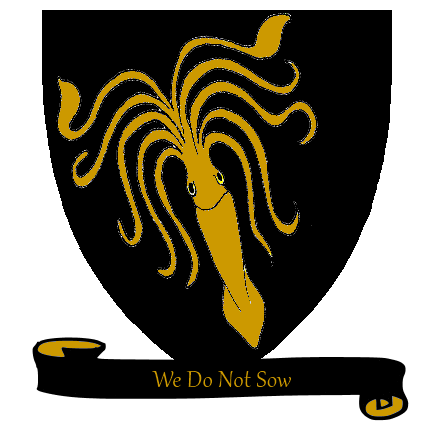
A Greyjoy-ház címere

A Greyjoy-ház a Vas-szigeteken uralkodik. Balon Greyjoy hat évvel Robert Baratheon királlyá koronázása után fellázadt az uralkodó ellen, és a Vas-szigetek királyának nevezte magát. A felkelés kezdetben sikeres volt, de végül Pyke ostrománál legyőzték őket. A háború során Balon Greyjoy két idősebb fia, Rodrik és Maron meghalt, a harmadikat, Theont pedig Eddard Stark túszként vitte magával Deresbe.
A Greyjoy-ház címere fekete mezőben arany kraken, jelmondatuk: „Mi nem vetünk” („We Do Not Sow”).

### Theon Greyjoy
Theon Greyjoy az egyetlen élő fia és törvényes örököse Balon Greyjoynak. A könyvsorozat elején arrogáns, büszke és beképzelt szereplő a Királyok csatájában és a Sárkányok táncában tizenhárom fejezetben nézőpontkarakter. A könyvsorozat eseményei előtt tíz évvel Ned Stark túszként Deresbe vitte a fiút, hogy megőrizze Észak biztonságát Balon egy újabb lázadása ellen, Theon a többi Stark-gyerekkel együtt nőtt fel.
Theon Robb Stark felkelése után követként apjához megy, hogy megnyerje őt a Starkok ügyének, de aztán – hogy apját lenyűgözze – elfoglalja korábbi otthonát. Itt szabadon engedi a magát Bűzösnek álcázó Havas Ramsayt, aki azt tanácsolja neki, hogy a várból megszökött Bran és Rickon Stark helyett öljön meg két másik fiatal fiút és hitesse el az emberekkel, hogy valójában a Stark-fiúkkal végzett. Miután a Boltonok elfoglalják Derest, Theont Rémvár börtönébe vetik, ahol Ramsay megkínozza és lelkileg is megtöri Theont, arra kényszerítve őt, hogy magára vegye Ramsay korábbi hűséges szolgálójának, Bűzösnek az identitását. Ramsay a stratégiai fontosságú Cailin-árok vas szülötteitől való visszafoglalásához, majd a Boltonok által Arya Starkként bemutatott Jeyne Poole-lal kötött házasságában is felhasználja Theont, hogy ezzel megnyerje magának Észak támogatását. Deresben Theon találkozik a magát Abelnek álcázó Mance-szel és annak lándzsaasszonyaival, akik ráveszik, hogy segítsen megszöktetni a Ramsay által rendszeresen bántalmazott Jeyne-t (akit Mance és segítői is Aryának hisznek). Theon és a lány leugrik a vár faláról, majd Stannis Baratheon táborába kerülnek, ahol Theon találkozik Ashával.
Az HBO televíziós adaptációjában Alfie Allen alakítja a szereplőt.

### Balon Greyjoy
Balon Greyjoy a Vas-szigetek Ura, a Só és a Szikla Királya, a Tengeri Szél fia, Pyke Kaszás Ura; kíméletlen és ádáz férfi. A tűz és jég dala eseményei előtt tíz évvel lázadást vezetett Robert Baratheon ellen, de veszített és legkisebb fiát, Theont Eddard Stark túszként Deresbe vitte. Robert halála után Balon nem hajlandó szövetséget kötni Robb Starkkal, ehelyett a Vas-szigetek és Észak királyának kiáltja ki magát, elfoglalja a Nyakat és Észak tengerpartjait fosztogatja. A Kardok viharában hal meg, amikor egy vihar során tisztázatlan körülmények között lezuhan egy hídról.
Az HBO televíziós adaptációjában Patrick Malahide alakítja a szereplőt.

### Asha Greyjoy
Asha Greyjoy Balon Greyjoy egyetlen leánya és legidősebb élő gyermeke. A Varjak lakomájában és a Sárkányok táncában négy fejezetben nézőpontkarakter. Asha Balon örököseként nevelkedett (noha a helyi szokások tiltják a nők uralkodását) és férfiként is viselkedik, kapitányként saját hajóján vezeti népét a csatákba. Balon utasítására elfoglalja Erdőmélyét, apja halála után trónkövetelőként visszatér a Vas-szigetekre, de veszít nagybátyja, Euron ellen. Visszatér Erdőmélyére, majd Stannis Baratheon fogságába esik, akinek a seregével Deres felé utazik, ahol találkozik testvérével, Theonnal.
Az HBO televíziós adaptációjában (ahol a Yara keresztnevet kapta, hogy ne tévesszék össze Oshával) Gemma Whelan alakítja a szereplőt.

### Euron Greyjoy
Euron Greyjoy Balon öccse, akit az összes fivére gyűlöl. Bal szemén kötést visel, emiatt kapta a „Varjúszemű” becenevet. A könyvsorozat eseményei előtt száműzték a Vas-szigetekről, távolléte alatt kalózként nagy vagyonra tett szert. A Varjak lakomájában visszatér a szigetekre, Balon halálával egyidőben, amely miatt szóbeszédek terjengenek az állítólagos balesetben való közreműködésében. A vas szülöttei királyukká választák Euront, amikor az elárulja nekik, hogy Westeros meghódítására készül és tudja, hol vannak a sárkányok (Euron azt állítja, a nála lévő sárkánykürttel képes irányítani őket). Síkvidék fosztogatásával nagy sikereket ér el, közben testvérét, Victariont elküldi a Rabszolga-öbölbe, hogy hozza el neki feleségként Daenerys Targaryent, valamint a sárkánykürt segítségével szerezze meg a lány sárkányait is.
Az HBO televíziós adaptációjában Pilou Asbæk alakítja a szereplőt.

### Victarion Greyjoy
Victarion Greyjoy Balon életben maradt fivérei közül a második legfiatalabb, a Vasflotta parancsnoka. A Varjak lakomájában és a Sárkányok táncában négy fejezeten át nézőpontkarakter Victarion a Vízbe Fúlt Isten hű követője. A könyvek történései előtt megölte feleségét, amikor az megcsalta testvérével, Euronnal és azóta sem házasodott újra. Victarionnak nem sikerül királlyá választatnia magát, a győztes Euron házassági ajánlattal elküldi őt Daeneryshez, de Victarion azt tervezi, hogy bosszúból ő maga veszi el a lányt. Egy hatalmas vihar után Victarion hajóhadának maradéka eléri Meereent és a kapitány elrendeli a város ostromát.

### Aeron Greyjoy
Aeron Greyjoy Balon életben lévő testvérei közül a legfiatalabb; a Királyok csatájában szerepel először, a Varjak lakomájában két fejezeten át nézőpontkarakter. A fiatalon iszákos és emiatt Balon által semmibe vett Aeron egy halálközeli élmény hatására a Vízbe Fúlt Istennek ajánlotta fel életét és magas rangú pap lett. Balon halála és Euron megkoronázása Aeron után megpróbálja Victariont királlyá tenni, de terve nem sikerült és bujkálni kényszerül ellensége, Euron elől.
Az HBO televíziós adaptációjában Michael Feast alakítja a szereplőt.

## Martell-ház

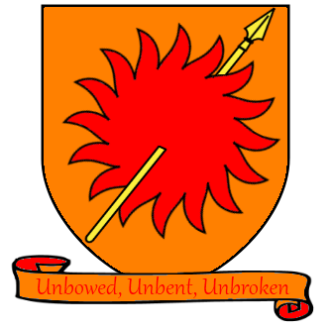
A Martell-ház címere

A Martell-ház Dorne uralkodócsaládja, székhelyük Napvár (Napdárda). Dorne etnikailag, kulturálisan és politikailag is elhatárolható a Hét Királyság többi részétől, ugyanis Dorne-t sosem hódították meg a Targaryenek. Akkor vált a birodalom részévé, amikor Daeron Targaryen herceg (később II. Daeron) elvette feleségül Myria Martell hercegnőt. A dorne-i uralkodók király helyett hercegnek nevezik magukat.
A Napvárra felesküdött legfontosabb házak: Jordayne, Santagar, Allyrion, Toland, Wasfa, Wyl, Fowler, Dayne.
A Martell-ház címere egy dárdával átszúrt napkorong. Jelmondatuk: „Meg nem hajol, meg nem rogy, meg nem törik” („Unbowed, Unbent, Unbroken”).

### Doran Martell
Doran Martell Napvár Ura, Dorne hercege, Arianne, Quentyn és Trystane apja. A Trónok harcában az ötvenes éveiben járó férfi köszvény miatt szinte csak kerekesszékkel tud közlekedni. Óvatos, elmélkedő ember, aki nem mutatja ki érzelmeit. Miután Myrcella Baratheon a fia, Trystane jegyese lesz, Doran helyet kap Joffrey tanácsában, de maga helyett öccsét, Oberynt küldi Királyvárba. Oberyn halála után Doran nem hajlandó háborút indítani a Lannisterek ellen és börtönbe veti Oberyn bosszúszomjas lányait, a Homokkígyókat, hogy megőrizze a békét. Amikor lánya, Arianne Myrcella trónra juttatásával kapcsolatos terveit keresztülhúzza, Doran elárulja, hogy régóta tervezgette Tywin Lannister megbuktatását (húga, Elia megbosszulása érdekében) és a Targaryenekkel való szövetkezést, csak a megfelelő alkalomra vár.
Az HBO televíziós adaptációjában Alexander Siddig alakítja a szereplőt.

### Arianne Martell
Arianne Martell Doran herceg legidősebb gyermeke, Napvár örököse. A több könyvbeli fejezetben nézőpontkarakternek számító Arianne gyönyörű és dörzsölt nő, aki elégedetlen gyengekezűnek tartott apja uralkodásával. A Homokkígyókkal együtt azt tervezi, hogy Myrcellát juttatja a Vastrónra, de terve megbukik és Myrcella is megsebesül közben. Apja felfedi lánya előtt Lannister-ellenes terveit és elküldi őt, hogy szerezzen információkat Aegon Targaryenről.

### Quentyn Martell
Ser Quentyn Martell Doran herceg második legidősebb gyermeke, legidősebb fia, a Sárkányok tánca négy fejezetében nézőpontkarakter. Az intelligens, komoly és kötelességtudó fiút apja Daenerys Targaryenhez küldi, hogy feleségül vegye és Dorne-ba vigye a lányt. Daenerys udvariasan visszautasítja a kérést, Quentyn pedig – hogy lenyűgözze a lányt – megpróbálja magával vinni az egyik sárkányt, de azok halálra égetik őt.

### Trystane Martell
Trystane Martell Doran herceg legfiatalabb gyermeke, Myrcella Baratheon jegyese.
Az HBO televíziós adaptációjában Toby Sebastian alakítja a szereplőt.

### Elia Martell
Elia Martell Doran herceg húga volt, aki nagyon közel állt öccséhez, Oberynhez. Rhaegar Targaryen herceghez ment feleségül és két gyermeket szült neki: egy lányt, Rhaenyst és egy fiút, Aegont. Tizenöt évvel az első könyv eseményei előtt Rhaegart egy csatában megölték Robert lázadása során. Királyvárat a Lannister-ház foglalta el, ahol Eliát Gregor Clegane megerőszakolta és gyermekeivel együtt megölte. Oberyn meg van győződve arról, hogy a gyilkosságokat Gregor Tywin Lannister parancsára követte el.

### Oberyn Martell
Oberyn Martell (becenevén Vörös Vipera) Doran herceg legifjabb testvére, forrófejű, erőszakos és buja férfi. Veszedelmes harcos, a szóbeszédek szerint méreggel itatja át fegyvereit (ami miatt becenevét is kapta).
Bátyja helyett Oberyn utazik Királyvárba, hogy a királyi tanács tagja legyen, rejtett célja viszont az, hogy bosszút álljon Tywinon Elia meggyilkolása miatt. Erre lehetősége nyílik, amikor a Joffrey megölésével vádolt Tyrion Lannister őt választja bajnokának Gregor Clegane ellen. A küzdelem során igyekszik szóra bírni Gregort és halálosan megsebesíti mérgezett dárdájával a lovagot, de a párviadal végén Oberyn hal szörnyű halált Gregor kezei között (aki a Vörös Vipera megölése közben beismeri a gyilkosságokat).
Az HBO televíziós adaptációjában Pedro Pascal alakítja a szereplőt.

### Homok Ellaria
Homok Ellaria (Ellaria Sand) Oberyn Martell szeretője, a négy legfiatalabb Homokkígyó anyja. Elkíséri Oberynt Királyvárba és tanúja lesz a férfi halálának. Dorne-ba visszatérve Ellaria hiábavalónak tartja Obara bosszúval kapcsolatos terveit és aggódik lányai testi épségéért.
Az HBO televíziós adaptációjában Indira Varma alakítja a szereplőt.

### Homokkígyók
A Homokkígyók Oberyn Martell nyolc törvénytelen lányának (Obara, Nymeria, Tyene, Sarella, Elia, Obella, Dorea, és Loreza) közös elnevezése. A Varjak lakomájában Obara, Nymeria és Tyene bosszút akar állni apjuk halálért és egy háború kirobbantására sürgetik nagybátyjukat, Dorant, aki intrikáik miatt börtönbe veti őket, a béke megőrzése érdekében. A Sárkányok táncában Doran szabadon engedi a három lányt és mindegyiküket Királyvárba küldi egy-egy küldetéssel, amellyel Elia halálért kíván bosszút állni a Lannistereken.
Az HBO televíziós adaptációjában a Homokígyók közül csak Homok Obara (Keisha Castle-Hughes), Homok Nymera (Jessica Henwick) és Homok Tyene (Rosabell Laurenti Sellers) szerepel.

### Egyéb, a Martell-házhoz kapcsolódó személyek

#### Areo Hotah
Areo Hotah Doran herceg testőrségének hűséges kapitánya, a Varjak lakomájában és a Sárkányok táncában nézőpontkarakter.
Az HBO televíziós adaptációjában DeObia Oparei alakítja a szereplőt.

## Velaryon-ház

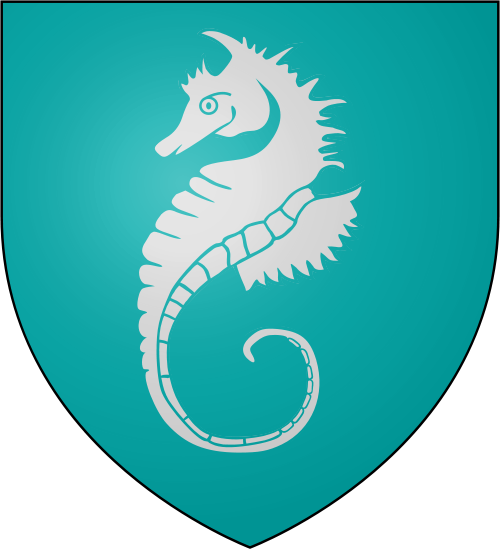
A Velaryon-ház címere

A Velaryonok Hullámtörő és a Feketevíz-öböl urai és a Sárkányok háza című sorozat történései alatt a legnagyobb hajóflottával rendelkező, Westeros egyik legbefolyásosabb háza. A tenger urai. 
A Velaryon-ház címere arany csikóhal. Jelmondatuk: „Az Ősi, az Igaz, a Bátor” („The Old, the True, the Brave”).

### Corlys Velaryon
I. Viserys Targaryen király idején Hullámtörő ura, Hajómester, Viserys kistanácsának tagja, a Velaryon-ház feje. Beceneve a Tengeri Kígyó. Felesége a király nővére, Rhaenys Targaryen. Két gyermekük van, Laenor és Laena Velaryon. Laenor Rhaenyra Targaryen, a trónörökös első férje, míg Laena a király öccse, Daemon herceg második felesége volt.
Az HBO televíziós adaptációjában Steve Toussaint alakítja a szereplőt.

### Laenor Velaryon
Corlys Velaryon és Rhaenys Targaryen egyetlen fia. Laenor homoszexuális, mégis szülei annak ellenére, hogy tisztába voltak vele, hozzáadták Rhaenyra Targaryenhez. Hivatalosan három fia született: Lucerys, Jacaerys és Joffrey. Valójában nem ő az apjuk, hanem Harwin Strong, Rhaenyra testőre. 
Az HBO televíziós adaptációjában John Macmillan és Theo Nate alakítja a szereplőt.

### Laena Velaryon
Corlys Velaryon és Rhaenys Targaryen egyetlen lánya. I. Viserys király öccse, Daemon Targaryen herceg második felesége. Két lánya született: Balea és Rhaena. Harmadik gyermeke születésekor fájdamait nem bírta elviseni, így sárkányát, Vhagart utasította, hogy vessen véget életének. Laena (ön)gyilkossága után a lányaikat Corlys és Rhaenys nevelték. 
Az HBO televíziós adaptációjában Nanna Blondell alakítja a szereplőt.

### Jacaerys Velaryon
Jacaerys Velaryon herceg (becenevén Jace) a Sárkányok háza című sorozat egyik szereplője, Rhaenyra Targaryen királynő elsőszülött fia és örököse. Hivatalosan apja Laenor Velaryon, azonban valódi, biológiai apja Harwin Strong, Rhaenyra testőre. Lucerys és Joffrey bátyja. Unokatestvére, Baela Targaryen a jegyese. Van egy sárkánya, akinek a neve Vermax. Megformálója gyerekként Leo Hart, tinédzserként Harry Collett.
I. Viserys király alatt második, majd halála után első az örökösödési sorban. A király és apai nagyapja, Corlys Velaryon megállapodása értelmében uralkodói neve I. Jacaerys Targaryen lesz.

### A ház további tagjai
- Rhaenys Targaryen
- Ser Vaemond Velaryon
- Lucerys Velaryon
- Joffrey Velaryon
- Rhaena Targaryen
- Baela Targaryen

## Kisebb házak
Az alábbi táblázatban a történetben szereplő kisebb családok szerepelnek, abban az oszlopban, amely háznak hűbéresei és seregében harcolnak.
| Stark-ház hűbéresei | Lannister-ház hűbéresei | Baratheon-ház hűbéresei | Tully-ház hűbéresei | Arryn-ház hűbéresei | Tyrell-ház hűbéresei | Greyjoy-ház hűbéresei | Martell-ház hűbéresei |
| ------------------- | ----------------------- | ----------------------- | ------------------- | ------------------- | -------------------- | --------------------- | --------------------- |
| Cerwyn-ház          | Clegane-ház             | Caron-ház               | Bracken-ház         | Baelish-ház         | Florent-ház          | Harlaw-ház            | Dayne-ház             |
| Dustin-ház          | Crakehall-ház           | Dondarrion-ház          | Frey-ház            | Lynderly-ház        | Fossoway-ház         | Goodbrother-ház       | Jordayne-ház          |
| Glover-ház          | Lefford-ház             | Errol-ház               | Mallister-ház       | Hunter-ház          | Hightower-ház        | Merlyn-ház            | Yronwood-ház          |
| Hornwood-ház        | Lorch-ház               | Selmy-ház               | Whent-ház           | Royce-ház           | Redwyne-ház          | Sparr-ház             | Wyl-ház               |
| Karstark-ház        | Marbrand-ház            | Swann-ház               | Blackwood-ház       | Egen-ház            | Tarly-ház            |                       | Toland-ház            |
| Manderly-ház        | Payne-ház               | Tarth-ház               | Mooton-ház          |                     |                      |                       | Dalt-ház              |
| Mormont-ház         | Serrett-ház             | Trant-ház               |                     |                     |                      |                       | Allyrion-ház          |
| Reed-ház            | Swyft-ház               | Seaworth-ház            |                     |                     |                      |                       | Santagar-ház          |
| Tallhart-ház        | Westerling-ház          |                         |                     |                     |                      |                       | Qorgyle-ház           |
| Umber-ház           |                         |                         |                     |                     |                      |                       | Uller-ház             |
| Cassel-ház          |                         |                         |                     |                     |                      |                       | Manwoody-ház          |
| Bolton-ház          |                         |                         |                     |                     |                      |                       | Gargalen-ház          |
|                     |                         |                         |                     |                     |                      |                       | Fowler-ház            |
|                     |                         |                         |                     |                     |                      |                       | Blackmont-ház         |
|                     |                         |                         |                     |                     |                      |                       | Vaith-ház             |

## Egyéb szereplők

### Khal Drogo
Daenerys Targaryen férje, a dothrakiak uralkodója. A Khal királyt, uralkodót és fejedelmet jelent dothrakiul. Az apja Khal Bharbo volt. Egy elfertőződött seb miatt haldoklott, amikor Daenerys megpróbálta megmenteni vérmágiával, de a varázsló papnő elárulta és Drogo vegetatív állapotba került. Daenerys saját kezével fojtotta meg, hogy ezzel véget vessen a szenvedésének.
Az HBO televíziós adaptációjában Jason Momoa alakítja a szereplőt.